# Dirk Scalongne
Dirk Scalongne (Ámsterdam, 12 de diciembre de 1879-Amstelveen, 1 de abril de 1973) fue un deportista neerlandés que compitió en esgrima, especialista en la modalidad de sable. Participó en los Juegos Olímpicos de Estocolmo 1912, obteniendo una medalla de bronce en la prueba por equipos.

## Palmarés internacional
| Juegos Olímpicos | Juegos Olímpicos   | Juegos Olímpicos  | Juegos Olímpicos  |
| Año              | Lugar              | Medalla           | Prueba            |
| ---------------- | ------------------ | ----------------- | ----------------- |
| 1912             | Estocolmo (Suecia) | Medalla de bronce | Sable por equipos |